# 2012 في روسيا
فيما يلي قوائم الأحداث التي وقعت خلال عام 2012 في روسيا.

## أحداث
- 4 مارس – انتخابات الرئاسة الروسية 2012

## سياسة

### تعيين في المنصب
- 7 مايو – فلاديمير بوتين رئيس روسيا، القائد الأعلى للقوات المسلحة للاتحاد الروسي [الإنجليزية]‏.
- 8 مايو – دميتري ميدفيديف رئيس وزراء روسيا.
- 11 مايو – سيرغي شويغو Governor of Moscow Oblast [الإنجليزية]‏،وزير الدفاع (الاتحاد الروسي).
- 21 مايو – أولغا غولوديتس First Deputy Prime Minister of Russia [الإنجليزية]‏.
- 21 مايو – دميتري ليفانوف Ministry of Education and Science (Russia) [الإنجليزية]‏.

### انتهاء فترة المنصب
- 7 مايو – دميتري ميدفيديف رئيس روسيا.
- 7 مايو – فلاديمير بوتين رئيس وزراء روسيا.
- 11 مايو – سيرغي شويغو وزير الطوارئ [الإنجليزية]‏،Governor of Moscow Oblast [الإنجليزية]‏.

## برامج ومسلسلات وأنمي
- 1 ضد 100

## وفيات

### فبراير
- 14 فبراير – إبراهيم خليل داودوف (مواليد 1960)

### يونيو
- 4 يونيو – إدوارد خيل (مواليد 1934)
- 12 يونيو – صبري أولكر (مواليد 1920) رجل أعمال تركي.

### أغسطس
- 14 أغسطس – سيرجي كابيتسا (مواليد 1928)
- 28 أغسطس – سعيد أفندي الچركاوي الداغستاني (مواليد 1937)

### ديسمبر
- 3 ديسمبر – فيودور خيتروك (مواليد 1917)